# Класифікація комп'ютерів
Всі комп'ютери можна розділити на ряд груп і типів, об'єднуючи їх на загальних підставах.

## За можливостями
Одним з найпростіших способів класифікувати різні типи обчислювальних пристроїв є визначення їх можливостей:
- Спеціалізовані пристрої, які вміють виконувати тільки одну функцію
- Пристрої спеціального призначення, які можуть виконувати обмежений діапазон функцій
- Пристрої загального призначення, які використовуються сьогодні. Назва комп'ютер застосовується, як правило, саме до машин загального призначення.

## За способом експлуатації
- Універсальні
- Спеціалізовані
- Вбудовуваний комп'ютер

## За типом обчислювального процесу
- Аналоговий комп'ютер (AVM)
- Гібридний комп'ютер (GVM, GVS)
- Цифровий комп'ютер

## За системою числення
- двійкові
- трійкові
- четвіркові
- десяткові

## За фізичною реалізацією
- Аналоговий комп'ютер (механічний, пневматичний, гідравлічний, електронний)
- Оптичний комп'ютер
- Електронний комп'ютер
- Квантовий комп'ютер
- Нанокомп'ютер
- Біокомп'ютер
  - Біокомп'ютер Едлмана
  - Кінцевий біоавтомат Шапіро

## За елементною основою
- релейні
- лампові
- ферритдіодні
- транзисторні дискретні
- транзисторні інтегральні

## За призначенням
- Сервери
- Робочі станції
- Інформаційні пристрої
- Вбудовані системи

## За розміром
- Суперкомп'ютери
- Мейнфрейм
- Мінікомп'ютер (термін застарів і більше не використовується через свою неоднозначність)
- Мікрокомп'ютери:
  - Персональні комп'ютери[2]
    - Стаціонарні настільні комп'ютери
    - Мобільний комп'ютер:
      - Ноутбуки
        - Субноутбуки
          - Нетбуки
          - Смартбуки

        - Ультрабуки

      - Планшетні комп'ютери
        - Ultra-Mobile PC
        - Інтернет-планшети
        - Електронні книги (пристрій)

      - Ігрові приставки (Ігрова консоль)
      - Кишеньковий комп'ютер (КПК)
      - Комунікатори
      - Смартфон
      - Програмовані калькулятори
      - Носимий комп'ютер

## За поколіннями комп'ютерних технологій
- Комп'ютери першого покоління (1940—1955): використовувались електромеханічні реле та електронні лампи.
- Комп'ютери другого покоління (1956—1963): використовувались дискретні транзистори.
- Комп'ютери третього покоління (1964—1970): використовувались інтегральні схеми (ІС)
- Комп'ютери четвертого покоління (з 1971 р. — по теперішній час): використовуються мікросхеми високого ступеня інтеграції — мікропроцесори.

## За іншими показниками
- Вбудована система
- Паралельні обчислювальні системи
- Комп'ютер для операцій з функціями
- Суперкомп'ютер
- Нейрокомп'ютер
- Біокомп'ютер
- Хімічний комп'ютер
- ДНК-комп'ютер